# الألعاب الشعبية في قطر
الألعاب الشعبية في دولة قطر تشكل الألعاب الشعبية جزءاً مهماً من التراث الشعبي للمجتمعات البشرية بوجه عام. وقد أجمع المتخصصون المحدثون في التربية وعلم النفس على أهمية هذا الجزء من التراث وضرورته للحياة النفسية والوجدانية السليمة، هذا فضلاً عن فوائده الصحية والتربوية والتعليمية لمن يمارسونه من الصغار والكبار على حد سواء.
ولقد داهمت الحضارة الحديثة في كل بقاع الأرض هذا الجزء من التراث الشعبي ودفعت به إلى زوايا الإهمال والنسيات وذلك بتقديمها بدائل عصرية عنه تتضح كل يوم آثارها السلبية على صحة الأفراد وتماسك المجتمعات.

## بعض الألعاب المشهورة
الدحروج: لعبة كان يلعبها الصبيان في الماضي في الخليج، حيث كانوا يتسابقون مع بعضهم البعض. وكل واحد يمسك عصا يدحرج بها عجلة. والفائز هو الذي يستطيع دحرجة العجل لأطول مسافة ممكنة. كانت هذه اللعبة أشبه بسيارة أو دراجة الأحلام. وكان الأهالي يستخدمونها كطريقة لتعليم الأطفال المشي.
القيس: كان الأطفال في الخليج يلعبون هذه اللعبة برسم مربعات على الأرض بالطبشور أو الحصى، ويضعون رقماً على كل مربع. ومن ثم يرمي أحد اللاعبين حصاة لتصل إلى مربع. وبعدها، يقفز برجل واحدة للوصول إلى هذا المربع، مع الحفاظ على التوازن أثناء القفز. كانت هذه اللعبة تلعب بأكثر من طريقة.
طاق طاق طاقية: كان الأطفال يلعبون هذه اللعبة كمجموعة. فيجلس الجميع على شكل دائرة على الأرض، وشخص واحد يمسك طاقية ويدور حول الآخرين وهو يغني أغنية خاصة باللعبة. وبعدها، يضع هذا اللاعب الطاقية خلف ظهر أحد اللاعبين، ويبدأ بالركض محاولاً الجلوس على الأرض قبل أن يمسكه اللاعب الآخر.
التيلة: كان الأطفال في الخليج يلعبون بكرات كريستال. كل كرة بحجم حبة الكرز. ويلعبها كل شخصين أو مجموعة في الحي على أرض منبسطة. يمسك اللاعب بكرة إما بالسبابة والإبهام أو بالسبابة والوسطى. ومن ثم، يحذف هذه الكرة باتجاه الكرات الأخرى بطريقة لولبية، مثل لعبة البولينج.

## أسماء الألعاب الشعبية فيقطر
الكشاطي،
الكيس،
من هذي طويفته،
الركطية،
الكرابي،
عمي كور،
المدود،
الخشيشة،
طاق طاق طاقيه،
أنا الذيب باكلكم،
الكلينة والماطوع،
الرين،
هدو المسلسل،
بوسبيت حي لو ميت،
الدحروي،
مين درج يا بكيره،
كوم يا شويب،
شيب واطرح،
اللكفة (اكتور)، التيلة،
الشكحة.